# ルドルフ・ミュンガー

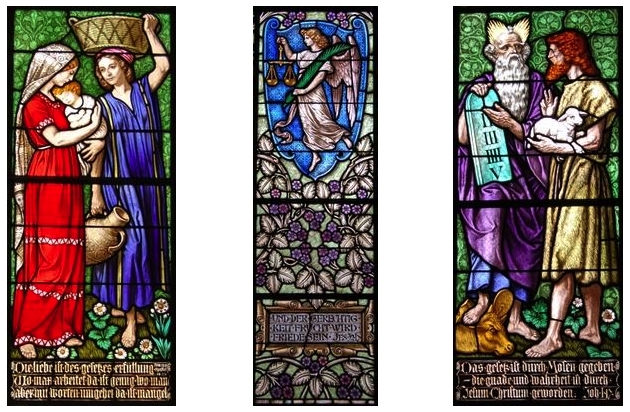
ルドルフ・ミュンガーによるステンドグラスのデザイン

ルドルフ・ミュンガー（Rudolf Münger、1862年11月10日 - 1929年9月17日）は、スイスの画家、イラストレーターである。1880年から出版されたヨハンナ・シュピリの小説『アルプスの少女ハイジ』の装飾や挿絵を描いたことで知られている。

## 略歴
ベルンで生まれた。父親は建物の左官や装飾画を描く仕事をしていた。16歳からヌーシャテルで建築の装飾の訓練を受け、1年ほどオランダのユトレヒトに近いLaage-Vuurscheで見習いをした後1881年から父親の工房で働きながらベルンの美術学校で学んだ。
1883年から1888年の間、何度か中断しながらミュンヘンの工芸学校で学び、1888年から1889年の間はパリで、アカデミー・ジュリアンと国立高等装飾美術学校でも学んだ 。
ベルンに帰国すると1898年まで工芸学校の教師を務め、その後フリーランスの画家になった。1890年に結婚し1894年までに2人の娘が生まれた。
1904年からベルンのベーレン広場の噴水の彫刻のデザインにかかわったり、ベルンの有名なレストラン「Kornhauskeller」などの装飾画を描き教会のステンドグラスもデザインした。
小説家イェレミアス・ゴットヘルフの著作やヨハンナ・シュピリの小説『アルプスの少女ハイジ』の装飾や挿絵を描いた。オットー・フォン・グライエルツ（Otto von Greyerz）が1907年から1925年まで6巻で出版した民謡集『Im Röseligarte』のイラストレーターとしても知られている。
1929年9月にベルンで脳卒中のため 66歳で亡くなった。

## 作品

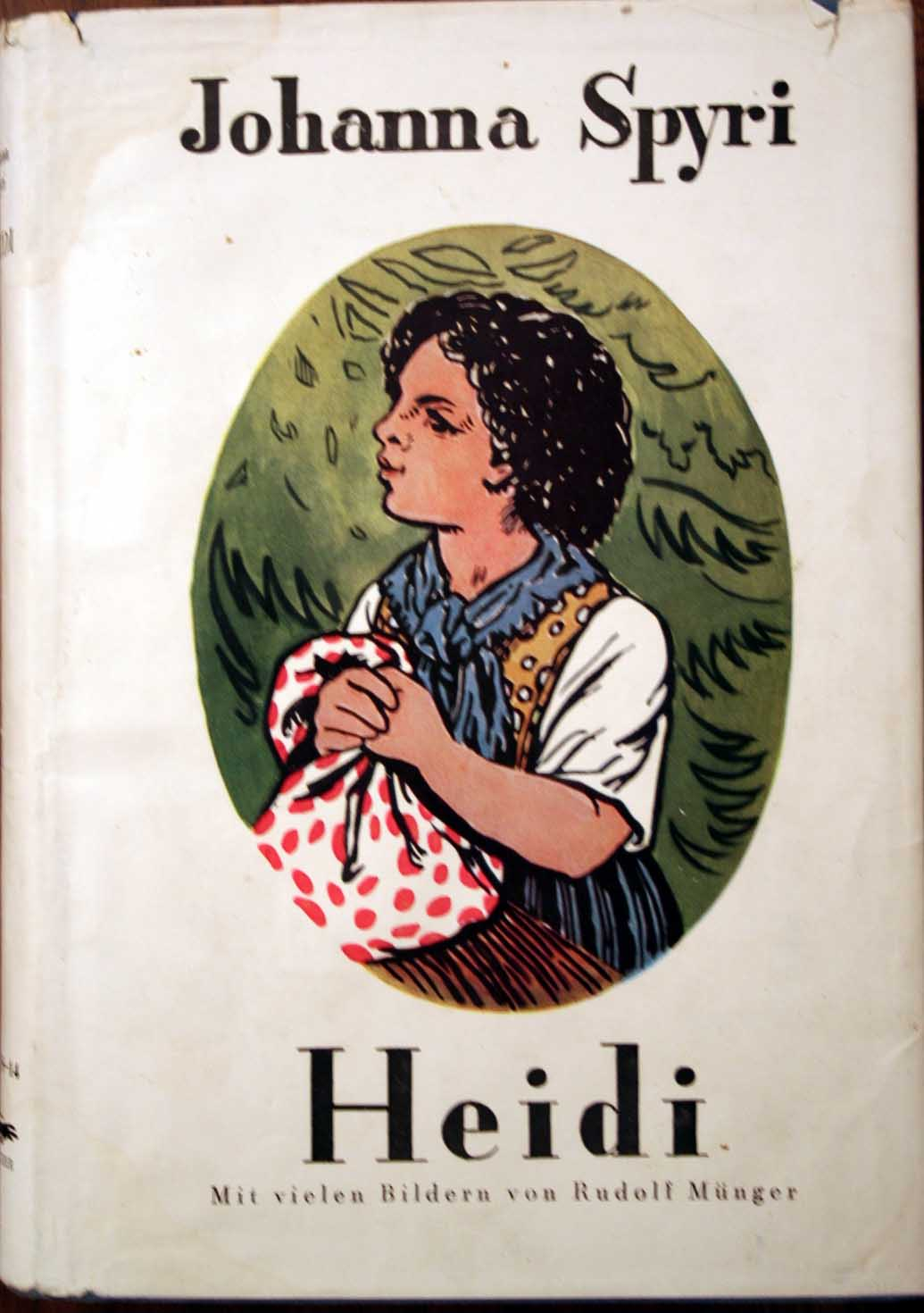
『アルプスの少女ハイジ』表紙絵
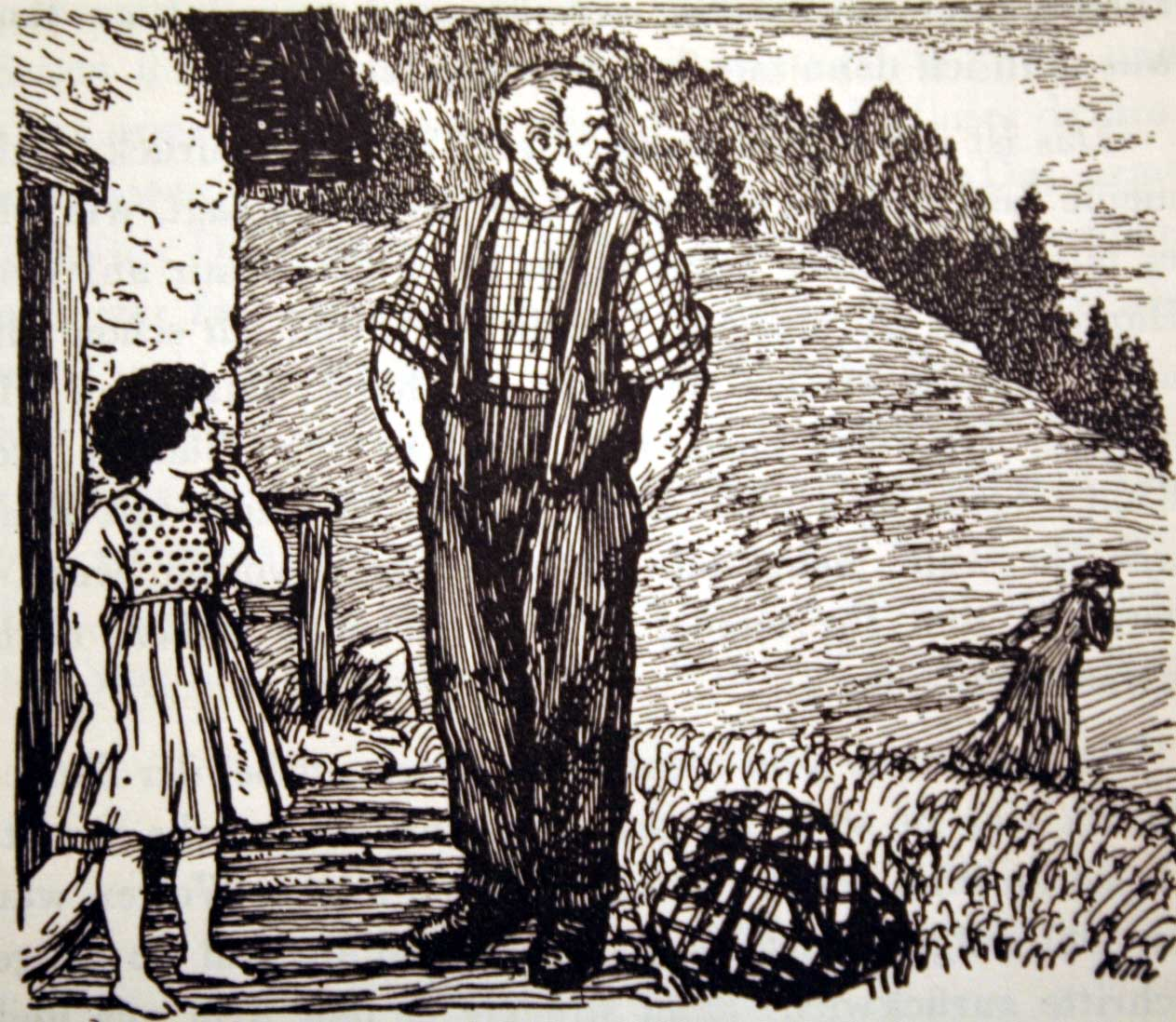
ハイジ挿絵
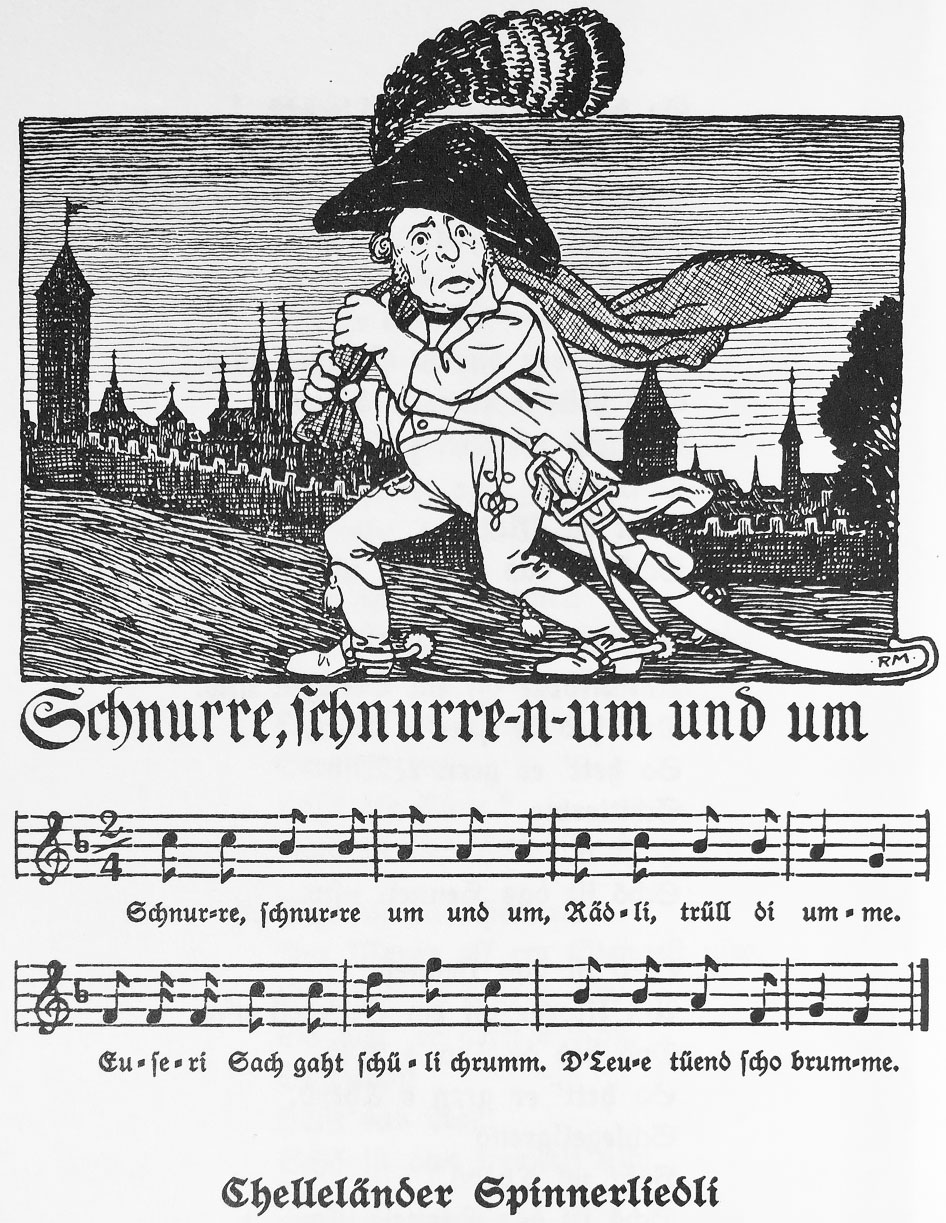
民謡集『Im Röseligarte』挿絵
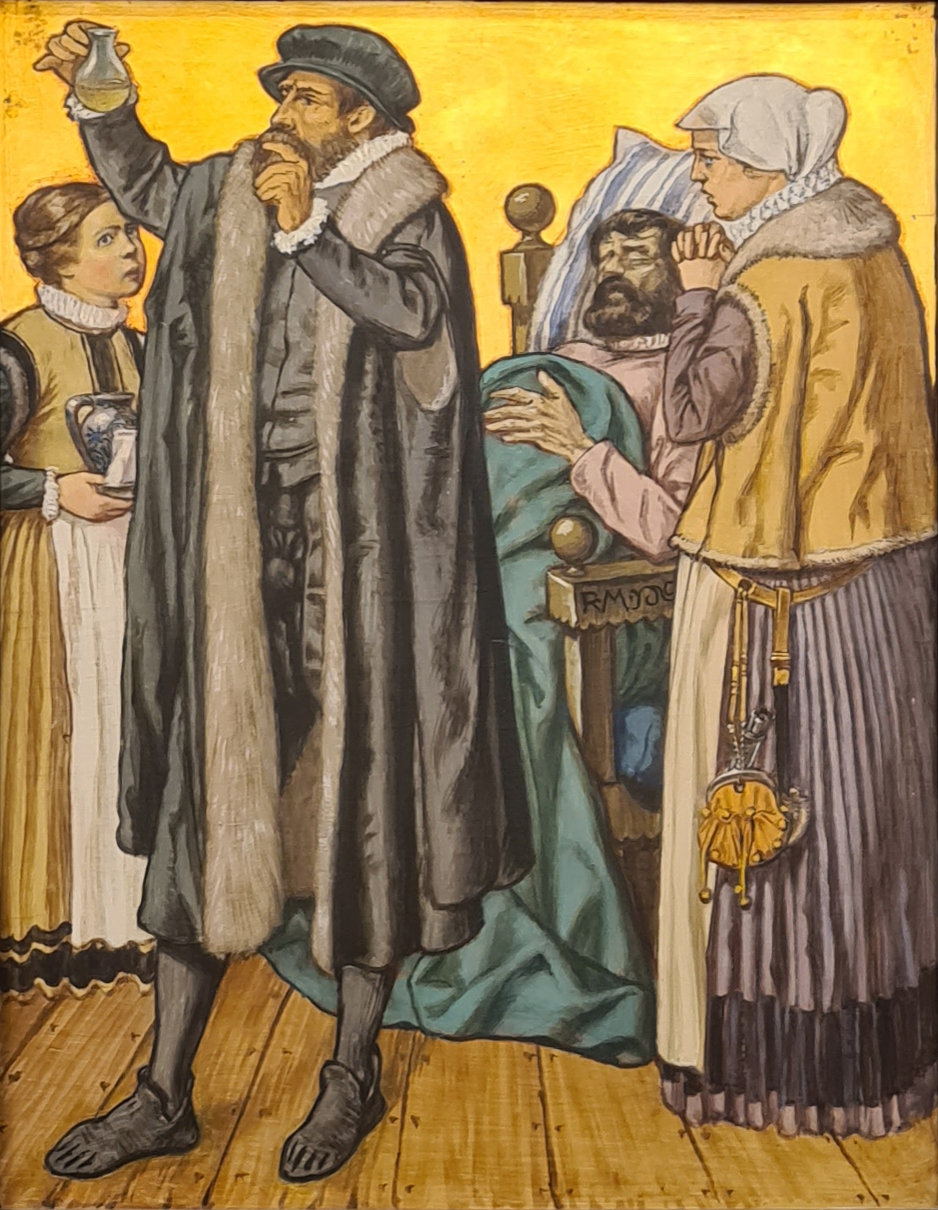
公共施設の装飾画